# Atemnora
Atemnora is een geslacht van vlinders uit de onderfamilie Macroglossinae van de familie pijlstaarten (Sphingidae).

## Soorten
- Atemnora westermannii (Boisduval, 1875)